# Battaglia di Dondon (1794)
La prima battaglia di Dondon fu un episodio della rivoluzione haitiana.

## La battaglia
All'inizio di luglio, gli spagnoli ed i loro ausiliari neri comandati dal generale Jean-François attaccarono la città di Dondon le cui truppe, comandate da Toussaint Louverture, erano passate dalla parte della Repubblica francese. Toussaint al momento non era presente in città in quanto impegnato a combattere a Borgne e gli uomini rimasti in città erano troppo pochi per resistere, così che Jean-François s'impadronì della città.
Ma Toussaint, vittorioso a Borgne, riprese dopo poco il viaggio verso Dondon e mise in rotta le forze di Jean-François.
Il 7 luglio, a Marmelade fece il suo rapporto al governatore Lavaux: